# Specie di Stenochilidae
Di seguito sono descritte tutte le 13 specie della famiglia di ragni Stenochilidae note al dicembre 2012.

## Colopea
Colopea Simon, 1893
- Colopea laeta (Thorell, 1895) - Myanmar, Thailandia
- Colopea lehtineni Zheng, Marusik & Li, 2009 - Cina
- Colopea malayana Lehtinen, 1982 - Thailandia, Malaysia, Singapore
- Colopea pusilla (Simon, 1893)  - Filippine
- Colopea romantica Lehtinen, 1982 - Isola di Bali
- Colopea silvestris Lehtinen, 1982 - Nuova Guinea
- Colopea tuberculata Platnick & Shadab, 1974 - Isole Figi
- Colopea unifoveata Lehtinen, 1982 - Borneo
- Colopea virgata Lehtinen, 1982 - Thailandia, Vietnam
- Colopea xerophila Lehtinen, 1982 - Nuova Guinea

## Stenochilus
Stenochilus O. P-Cambridge, 1870
- Stenochilus crocatus Simon, 1884 - Myanmar, Cambogia, Sri Lanka
- Stenochilus hobsoni O. P.-Cambridge, 1870  - India
- Stenochilus scutulatus Platnick & Shadab, 1974 - India